# NGC 6225
NGC 6225 is een elliptisch sterrenstelsel in het sterrenbeeld Hercules. Het hemelobject werd op 15 juni 1887 ontdekt door de Amerikaanse astronoom Lewis A. Swift.

## Synoniemen
- UGC 10556
- MCG 1-43-3
- ZWG 53.11
- PGC 59024